# Hungría en los Juegos Olímpicos de Los Ángeles 2028
Hungría participará en los Juegos Olímpicos de Los Ángeles 2028. Responsable del equipo olímpico es el Comité Olímpico Húngaro, así como las federaciones deportivas nacionales de cada deporte con participación.